# Лапша-рыба
Лапша-рыба, или саланкс (лат. Salangichthys microdon), — вид лучепёрых рыб из семейства саланксовых (Salangidae). Морские рыбы, нерестящиеся в эстуариях, реках и озерах. Вероятно, являются неотеническими формами, то есть рыбами, достигающими половозрелости на стадии малька. С 2012 года вид рассматривается в составе монотипического рода Salangichthys, куда до недавней ревизии также включали Neosalangichthys ishikawae (=Salangichthys ishikawae).

## Описание
Саланкс — мелкая рыба размером 8—10 см, с массой тела до 1,5 г. Продолжительность жизни — один год.
Рыба бесцветная, почти прозрачная, на брюхе с каждой стороны имеется узкая полоска, состоящая из отдельных точек. Кроме этого заметны черные точки по краю жаберной крышки и по нижнему краю хвостового стебля. Тело удлиненное, наибольшая высота тела в области передней части анального плавника (сильнее выражено у самцов). Голова приплюснутая, то есть толщина головы намного больше её высоты. Спинной плавник сдвинут к задней части тела — начинается далеко за брюшными плавниками немного позади конца анального плавника. Имеется маленький жировой плавник. У основания анального плавника у самцов несколько тонких чешуй, у самок чешуй нет. Анальный плавник спереди гораздо выше, чем сзади (особенно у самцов). Половой диморфизм проявляется также в том, что у самцов по сравнению с самками более высокое и короткое тело и длиннее грудные плавники. Плавательного пузыря нет. Пилорических придатков в кишечнике нет.
Питается мелкими пелагическими ракообразными.

## Распространение
Многочисленный, широко распространенный вид. Обитает в зоне прибрежного мелководья. Встречается в Японском море от побережья восточной Кореи на юге до Амурского лимана на севере, в южной части Охотского моря у берегов Японии и Сахалина.

## Размножение
Нерестовый ход наблюдается в марте-мае, как правило в ночные часы. В период нерестового хода рыбы собираются в большие стаи. Нерест проходит в мае—июне в устьях рек, а также в лагунных озерах и непосредственно в реках. Плодовитость — 1,3—2,7 тыс. икринок. Икра клейкая, прилипает к водорослям и различным донным объектам. Взрослые рыбы после нереста погибают.
В зависимости от мест и условий нереста молодь может нагуливаться в лагунах, oзерах или морской прибрежной зоне, скатывается в море осенью.

## Хозяйственное использование
Имеет небольшое промысловое значение в Японии, в российских водах ловится на юге Сахалина, в заливе Петра Великого и в Ханке (куда их выпускают китайские рыбоводы со своего берега озера). С 2012 года лапша-рыба включена в перечень объектов прибрежного промышленного лова. Используется в пищу преимущественно в жареном виде.